# 胡和生
胡和生（1928年6月20日—2024年2月2日），女，江苏南京人，中国数学家。

## 生平
1945年至1948年在交通大学数学系学习，1950年初毕业于大夏大学（今华东师范大学）数理系。1952年浙江大学数学系研究生毕业，师从苏步青教授。毕业后在复旦大学从教。丈夫谷超豪教授，亦为著名数学家，亦是中科院院士。胡和生主要研究领域为微分几何。
1991年，胡和生当选中国科学院院士，成为中国数学界第一位女院士。
2014年，在华东师范大学档案馆发现了胡和生的毕业证书，当时因抗日战争而未被领取。
2024年2月2日于上海去世。

## 荣誉
2002年国际数学家大会上授予诺特讲席（Noether Lecturer），为女数学家所能获得的莫大荣誉。胡和生教授是中国科学院数理学部的资深院士。